# Hoverioptera (Hoverioptera) ambricola
Hoverioptera (Hoverioptera) ambricola is een tweevleugelige uit de familie steltmuggen (Limoniidae). De soort komt voor in het Afrotropisch gebied.